# Teorema di Liouville (meccanica hamiltoniana)
In meccanica razionale, in particolare meccanica hamiltoniana, il teorema di Liouville afferma che la dinamica nello spazio delle fasi è descritta da una funzione di densità degli stati. In particolare, esso stabilisce che nell'evoluzione di un sistema conservativo, la derivata totale rispetto al tempo della densità di stati nello spazio delle fasi è nulla, ovvero la densità di stati nello spazio delle fasi si conserva. In meccanica statistica, la funzione di densità degli stati corrisponde a una funzione di densità di probabilità.

## Enunciato
Dato un sistema meccanico con {\displaystyle n} gradi di libertà, lo spazio delle fasi è uno spazio a {\displaystyle 2n} dimensioni, generato dalle {\displaystyle n} coordinate generalizzate e dagli {\displaystyle n} momenti coniugati. Quando il sistema evolve, il punto fase, che rappresenta il suo stato meccanico, descrive nello spazio delle fasi una curva detta traiettoria di fase.
L'evoluzione dinamica di un sistema meccanico con {\displaystyle n} gradi di libertà definito dalle coordinate hamiltoniane {\displaystyle \left({q_{i},p_{i}}\right)_{i=1,\ldots ,n}} è determinata dalle equazioni di Hamilton:
{\displaystyle {\dot {q}}_{i}={\frac {\partial {\mathcal {H}}}{\partial p_{i}}}\qquad {\dot {p}}_{i}=-{\frac {\partial {\mathcal {H}}}{\partial q_{i}}}}
dove {\displaystyle {\mathcal {H}}(q_{i},p_{i},t)} è l'Hamiltoniana del sistema.
Se i punti dello spazio delle fasi, che rappresentano configurazioni diverse dello stesso stato macroscopico, sono distribuiti in modo regolare, allora è possibile definire una densità degli stati {\displaystyle \rho \left({q_{i},p_{i},t}\right)} nell'intorno del punto {\displaystyle \left({q_{i},p_{i}}\right)}. Il teorema di Liouville stabilisce che la derivata temporale totale di tale densità è nulla:
{\displaystyle {\frac {\mathrm {d} }{\mathrm {d} t}}\rho \left({q_{i},p_{i},t}\right)=0}
È quindi possibile pensare tali punti rappresentativi, entro lo spazio delle fasi, come costituenti un fluido incomprimibile. In alternativa, si può riscrivere l'enunciato anche come equazione di Liouville con l'ausilio delle parentesi di Poisson:
{\displaystyle {\frac {\partial }{\partial t}}\rho \left({q_{i},p_{i},t}\right)=-\{\rho ,{\mathcal {H}}\}}

### Dimostrazione
Tenendo conto che nello spazio delle fasi le traiettorie sono percorse con velocità {\displaystyle \mathbf {v} _{i}=\left({{\dot {q}}_{i},{\dot {p}}_{i}}\right)}, vale l'equazione di continuità:
{\displaystyle {\begin{aligned}&{\frac {\partial \rho }{\partial t}}+\sum _{i}\nabla \cdot \left(\rho \mathbf {v} _{i}\right)=0\ ;\\&{\frac {\partial \rho }{\partial t}}+\sum _{i}{\frac {\partial }{\partial q_{i}}}\left(\rho {\dot {q}}_{i}\right)+\sum _{i}{\frac {\partial }{\partial p_{i}}}\left(\rho {\dot {p}}_{i}\right)=0\ ;\\&{\frac {\partial \rho }{\partial t}}+\sum _{i}{\dot {q}}_{i}{\frac {\partial \rho }{\partial q_{i}}}+\sum _{i}{\dot {p}}_{i}{\frac {\partial \rho }{\partial p_{i}}}+\rho \sum _{i}\left({\frac {\partial {\dot {q}}_{i}}{\partial q_{i}}}+{\frac {\partial {\dot {p}}_{i}}{\partial p_{i}}}\right)=0\end{aligned}}}
Utilizzando ora le equazioni di Hamilton risulta
{\displaystyle {\frac {\partial {\dot {q}}_{i}}{\partial q_{i}}}+{\frac {\partial {\dot {p}}_{i}}{\partial p_{i}}}={\frac {\partial }{\partial q_{i}}}\left({\frac {\partial {\mathcal {H}}}{\partial p_{i}}}\right)+{\frac {\partial }{\partial p_{i}}}\left({-{\frac {\partial {\mathcal {H}}}{\partial q_{i}}}}\right)=0}
e quindi in definitiva si ottiene
{\displaystyle {\frac {\partial \rho }{\partial t}}+\sum _{i}{\dot {q}}_{i}{\frac {\partial \rho }{\partial q_{i}}}+\sum _{i}{\dot {p}}_{i}{\frac {\partial \rho }{\partial p_{i}}}={\frac {\mathrm {d} \rho }{\mathrm {d} t}}=0}

### Considerazioni ulteriori
È possibile vedere il teorema di Liouville in un altro modo considerando un volume elementare nello spazio delle fasi:
{\displaystyle d\Gamma =dq_{1}\cdots dq_{n}dp_{1}\cdots dp_{n}=d^{n}q_{i}d^{n}p_{i}}.
Poiché il numero di stati si conserva, per diversi istanti di tempo {\displaystyle t} e {\displaystyle t'} risulta
{\displaystyle \rho d^{n}q_{i}d^{n}p_{i}=\rho 'd^{n}q'_{i}d^{n}p'_{i}}
ovvero in forma differenziale:
{\displaystyle {\frac {\mathrm {d} }{\mathrm {d} t}}(\rho d^{n}q_{i}d^{n}p_{i})=0}
poiché il teorema di Liouville implica che {\displaystyle \rho =\rho '}, allora
{\displaystyle d^{n}q_{i}d^{n}p_{i}=d^{n}q'_{i}d^{n}p'_{i}\implies {\frac {\mathrm {d} }{\mathrm {d} t}}(d^{n}q_{i}d^{n}p_{i})=0}
ovvero gli stati di un sistema occupano, nello spazio delle fasi, volumi sempre uguali, anche se eventualmente distorti a seguito delle curve percorse dai singoli punti.

## Funzione d'onda di Koopman-von Neumann
Secondo l'approccio introdotto tra il 1931 e il 1932 da Bernard Koopman e John von Neumann, come funzione di densità degli stati si adotta una densità di probabilità, ottenuta come il quadrato del valore assoluto o, più precisamente, come il prodotto con il suo complesso coniugato della funzione d'onda Koopman-von Neumann, definita in modo tale da rispettare l'equazione di Liouville. Pertanto operatori autoaggiunti commutativi, che operano sullo spazio di Hilbert nel campo dei complessi delle funzioni d'onda KvN, rappresentano gli osservabili del sistema. La commutatività degli operatori autoaggiunti implica che gli osservabili siano tutti misurabili simultaneamente.
Questo approccio implica che in meccanica classica si possono impiegare operatori del tutto analoghi a quelli della meccanica quantistica. Infatti, la definizione della funzione di densità di probabilità fu introdotta in analogia alla legge di Born, la quale, tuttavia, non richiede affatto che gli osservabili siano commutabili, il che sottolinea quanto stabilito dal principio di indeterminazione di Heisenberg, dal teorema di Kochen-Specker e dalle disuguaglianze di Bell.

### Dimostrazione
In un sistema meccanico con {\displaystyle n} gradi di libertà, il cui spazio delle fasi {\displaystyle 2n}-dimensionale è generato dalle {\displaystyle n} coordinate generalizzate e dagli {\displaystyle n} momenti coniugati, si definisce l'operatore autoaggiunto Liouvilliano come:
{\displaystyle {\hat {L}}=-i{\frac {\partial {\mathcal {H}}}{\partial \mathbf {p} }}{\frac {\partial }{\partial \mathbf {q} }}+i{\frac {\partial {\mathcal {H}}}{\partial \mathbf {q} }}{\frac {\partial }{\partial \mathbf {p} }}}
Pertanto, utilizzando il suddetto operatore, è possibile riscrivere l'equazione di Liouville:
{\displaystyle i{\frac {\partial \rho }{\partial t}}={\hat {L}}\rho }
Applicando quest'ultima alla funzione d'onda KvN {\displaystyle \psi (q_{i},p_{i},t)} e alla sua complessa coniugata {\displaystyle \psi ^{*}(q_{i},p_{i},t)}, si ha:
{\displaystyle i{\frac {\partial \psi }{\partial t}}={\hat {L}}\psi \qquad i{\frac {\partial \psi ^{*}}{\partial t}}={\hat {L}}\psi ^{*}}
Ma poiché per definizione {\displaystyle \rho =\psi \cdot \psi ^{*}}, utilizzando la regola del prodotto di Leibniz si ottiene che:
{\displaystyle i{\frac {\partial \rho }{\partial t}}={\hat {L}}\rho }
Ciò dimostra che è possibile ricavare la densità di probabilità a partire dalla funzione d'onda KvN